# Adolf Eichmann
Otto Adolf Eichmann (Solingen, 19 marzo 1906 – Ramla, 1º giugno 1962) è stato un militare, funzionario e criminale di guerra tedesco considerato uno dei maggiori responsabili operativi dello sterminio degli ebrei nella Germania nazista.
Col grado di SS-Obersturmbannführer (tenente colonnello) era responsabile di una sezione del RSHA; esperto di questioni ebraiche, perseguendo la cosiddetta "soluzione finale" organizzò il traffico ferroviario per il trasporto degli ebrei ai vari campi di concentramento. Sfuggito al processo di Norimberga, si rifugiò in Argentina, dove venne catturato dal Mossad. Fu processato in Israele e condannato a morte per genocidio e crimini contro l'umanità.

## Biografia

### Infanzia
Otto Adolf Eichmann nacque nel 1906 a Solingen, figlio di Adolf Karl Eichmann e Maria Schefferling. Nel 1914, dopo la morte della madre, la famiglia si trasferì a Linz. Durante il primo conflitto mondiale il padre di Eichmann combatté nell'esercito austro-ungarico e al congedo tornò ai propri affari a Linz.
Eichmann abbandonò prima del diploma la scuola superiore (Realschule) e cominciò un corso per diventare meccanico, ma nel 1923 abbandonò anche questo per lavorare presso l'azienda paterna di estrazione mineraria. Tra il 1925 e il 1927 Eichmann trovò impiego come agente commerciale presso l'Oberösterreichische Elektrobau AG. Passato, quale agente distrettuale, alla Vacuum Oil Company AG, una sussidiaria della Standard Oil, rientrò in Germania nel luglio 1933.
Eichmann, che non aveva mai mostrato particolare interesse per la politica, cominciò invece a partecipare a manifestazioni e raduni di partiti politici che in quegli anni si svolgevano numerosi sia in Germania sia in Austria, e, durante una manifestazione del NSDAP, incontrò un vecchio amico di famiglia, Ernst Kaltenbrunner, entrando così a far parte delle SS (nº 45326) alle sue dirette dipendenze.

### Ruolo nelle deportazioni
(Adolf Eichmann)
La grande svolta nella vita e carriera di Eichmann fu probabilmente rappresentata dalla lettura del libro Lo Stato ebraico di Theodor Herzl, il fondatore del movimento sionista.
Affascinato dalla conoscenza del nemico, Eichmann intuì che una reale possibilità di fare carriera all'interno delle SS consistesse proprio nel presentarsi come esperto di ebraismo e sionismo e a tal fine nel 1937 si recò in Palestina (all'epoca Mandato britannico) dove, sotto copertura, visitò Haifa e diversi kibbutz, prima di essere scoperto dai britannici ed espulso.
La grande occasione per Eichmann di distinguersi agli occhi dei capi delle SS e dei pezzi grossi del partito nazista arrivò nel 1938, quando, in seguito all'Anschluss, si ritenne necessario espellere gli ebrei austriaci dal territorio appena annesso al Reich. Si insediò a Vienna, nell'ex palazzo del barone ebreo Albert de Rothschild costituendo nell'ambito del Sicherheitsdienst, il servizio di sicurezza del Reich in capo alle SS, un'apposita agenzia denominata Zentralstelle für jüdische Auswanderung (Ufficio centrale per l'emigrazione ebraica), deputata all'emigrazione forzata del maggior numero possibile di ebrei austriaci, sistematicamente spogliati di ogni avere e costretti ad abbandonare precipitosamente il paese per salvarsi. In merito all'evacuazione di Vienna Eichmann rivendicò con orgoglio la propria impresa, dicendo di avere fatto trottare i signorini, cacciandone oltre 50.000 dall'Austria.
Benjamin Murmelstein in un'intervista dichiarò che da quando nell'estate del 1938 conobbe Eichmann, ebbe chiaro che all'ufficiale delle SS premeva la "cancellazione dei Giudei" dal Reich e con lui dovette giocare d'astuzia, anche quando, in qualità di rabbino, fu poi l'ultimo decano ebreo del lager di Theresienstadt. Eichmann, promosso intanto a ufficiale delle SS, divenne l'esperto degli spostamenti di massa degli ebrei e questo talento per l'organizzazione logistica lo portò a ricoprire un ruolo estremamente importante nell'evoluzione degli eventi che portarono al genocidio. Il successo logistico di Eichmann fu talmente apprezzato che Hermann Göring costituì un nuovo Ufficio centrale del Reich per l'emigrazione ebraica anche a Berlino, affinché provvedesse all'emigrazione forzata degli ebrei secondo il modello viennese. Eichmann venne chiamato a dirigere il sopracitato Ufficio sotto la supervisione del capo dello SD Reinhard Heydrich e del capo della Gestapo Heinrich Müller. Alla fine del 1939 Eichmann subentrò a quest'ultimo come capo dell'Ufficio.
Molti ebrei che lo conobbero riferirono inoltre del suo violento disgusto verso di loro, affermando che girava armato di frustino, e percorreva molto velocemente gli uffici dove stavano gli ebrei in attesa del visto per l'espatrio (prima della decisione dello sterminio), poiché non voleva respirare a lungo "l'aria contaminata" dagli ebrei.
Eichmann, diventato così il braccio destro dello specialista degli affari ebraici Heydrich, nel 1939 fu mandato a Praga per provvedere alla emigrazione forzata degli ebrei dalla Cecoslovacchia, appena annessa, senza colpo ferire, da Hitler poco dopo la Conferenza di Monaco. Qui le cose non furono così facili come a Vienna, perché Eichmann non poté contare sull'acquiescenza delle sue vittime, consce che ormai erano pochissimi i paesi disposti ad accogliere ebrei in fuga dall'Europa, quindi si rese necessario ammassare la popolazione ebraica nei ghetti, dove fu decimata da fame, malattie e freddo.
Il riempimento dei ghetti fu l'anticamera dei campi di concentramento e, per Eichmann, il banco di prova per le deportazioni di massa verso i lager: nel gennaio del 1942, con la Conferenza di Wannsee, i vertici nazisti decisero di procedere alla soluzione finale, e, dal marzo 1942, quando i carichi di deportati cominciarono a confluire verso i campi di concentramento di tutta Europa, Eichmann fu il coordinatore e il responsabile della macchina delle deportazioni, colui che materialmente provvedeva a organizzare i convogli ferroviari che trasportavano i deportati verso Auschwitz.
Eichmann fu fino alla fine della guerra uno dei principali esecutori materiali della Shoah, dirigendo personalmente le deportazioni degli ebrei ungheresi sino alla fine del 1944. Poteva decidere della vita e della morte di centinaia di migliaia di persone, ma non divenne mai membro dell'élite nazista e non ebbe mai alcun peso in decisioni strategiche della politica o della guerra nazista, restando solo un efficiente burocrate, poco apprezzato anche dai suoi superiori e dai suoi commilitoni, che gli rimproveravano l'inclinazione all'alcol.
Tuttavia la scarsa notorietà gli permise, a fine conflitto, di far perdere le proprie tracce e rimanere nascosto cinque anni nelle campagne tedesche, per poi trovare rifugio in Argentina, come molti altri nazisti.

### Fuga in Sud America

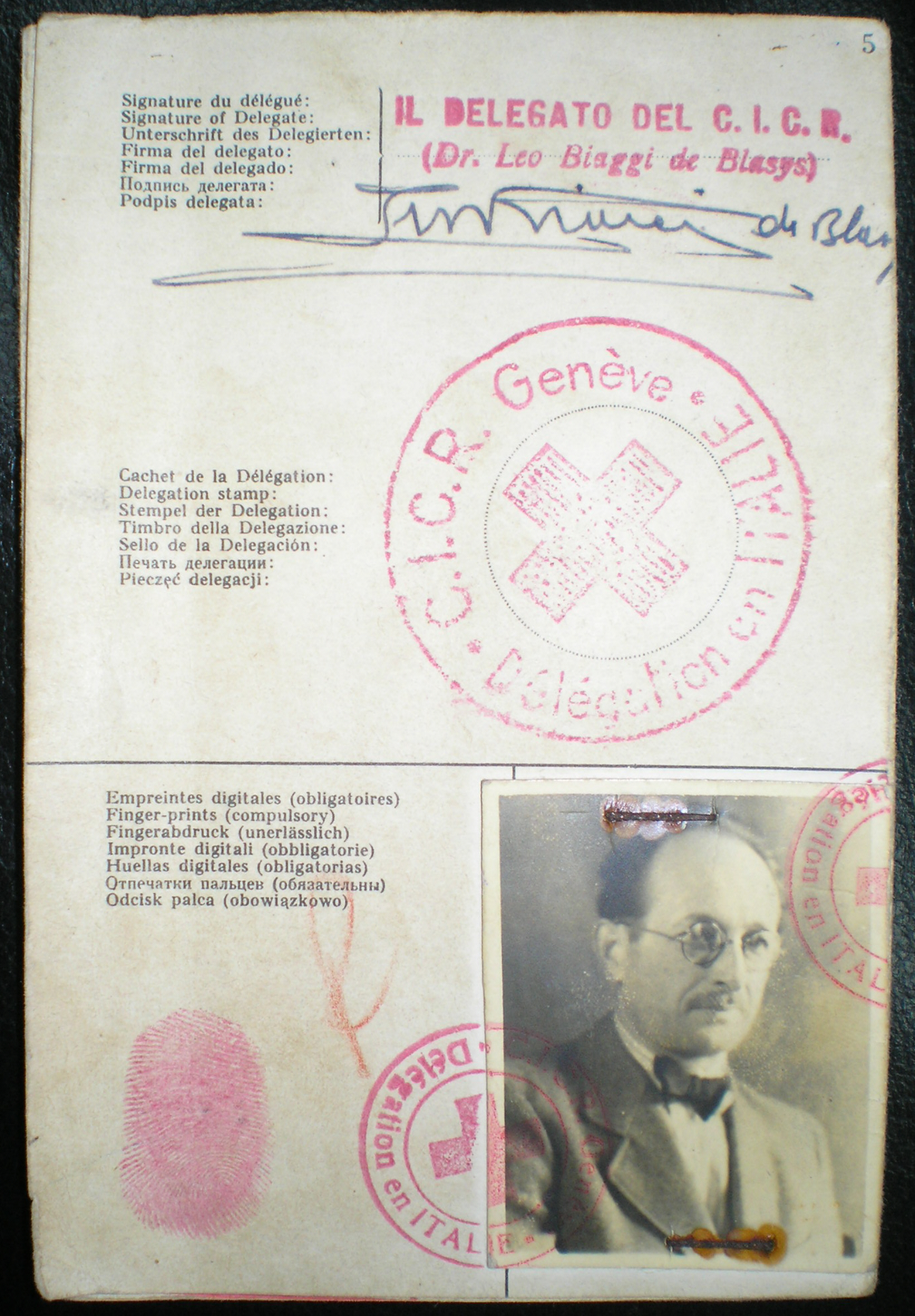
Il passaporto falso con cui Eichmann arrivò in Argentina

Eichmann, come altri fuoriusciti nazisti (ad esempio Mengele, il "dottor morte"), nel giugno 1948 venne munito di documenti di identità falsi dal vicario di Bressanone, Alois Pompanin, a nome Ricardo Klement, rilasciati dal comune altoatesino di Termeno, attestanti l'esservi nato. Nel 2007 è stato ritrovato, tra i documenti coperti dal segreto di stato in Argentina, il passaporto falso con il quale Eichmann lasciò infine l'Italia nel 1950: era pure esso intestato a Ricardo Klement, altoatesino, rilasciato da una non meglio precisata "Delegazione in Italia" della Croce Rossa di Ginevra (a firma del dottor Leo Biaggi de Blasys a Genova) in base alla testimonianza del padre francescano Edoardo Domoter. Grazie a questi documenti, Adolf Eichmann, che, in attesa, soggiornava nella Pensione San Carlo, (oggi non più esistente) in via Balbi 9, poté imbarcarsi sulla motonave Giovanna Costa alla volta del Sud America.

### La cattura
Nel 1957 concesse un'intervista al giornalista ed ex collaborazionista nazista olandese Willem Sassen (1918-2002), ma con l'accordo che i contenuti dell'intervista non sarebbero stati rivelati se non dopo la sua morte. Fu invece parzialmente pubblicata e resa nota dopo la sua cattura, ma prima della sua morte, poichè Sassen la vendette al settimanale americano Life. I servizi segreti scoprirono che egli si trovasse in Argentina. A Buenos Aires, dove la famiglia di Eichmann s'era insediata, il figlio Klaus frequentava una ragazza tedesca, Sylvia Hermann, a cui si era presentato col suo vero cognome e con cui si lasciò andare ad affermazioni compromettenti sul mancato genocidio. Nessuno dei due ragazzi conosceva a fondo la storia delle rispettive famiglie.
Nel suo libro “Eichmann in Argentina”, lo scrittore Alvaro Abós (1941-2017) afferma che Lothar Hermann (1901-1974) nativo di Quirnbach, era un avvocato di idee socialiste che i nazisti avevano inviato nel campo di Dachau. Avendo parenti in America lo lasciarono partire nel 1938. Hermann con sua moglie viaggiò in Argentina, dove ebbero una figlia, Sylvia, e riuscirono a ricostruire la loro vita. Non senza disagi, poiché a causa delle percosse inflittegli durante la prigionia, l'uomo finì per diventare completamente cieco.
Vissero per un periodo a Vicente López e alla fine degli anni '50 si trasferirono a Coronel Suárez, località dove viveva una grande colonia di cittadini tedeschi. Fu nella zona nord che Sylvia incontrò un ragazzo da lei definito “magro e nervoso” che si presentò come Nicolás ma che in realtà era Klauss. Si erano conosciuti al cinema York del quartiere (distretto) di Olivos, durante le proiezioni di una serie di film tedeschi. A casa cominciò a parlare di questo ragazzo e delle sue opinioni sulla “grandezza della Germania" unita alla "ammirazione per il Reich millenario". Presentatosi in casa un giorno Nicolas affermò di essere orgoglioso del padre, morto in guerra; il vecchio Lothar Hermann chiese chi fosse il padre ed egli rispose che il padre biologico era morto e il suo patrigno, il secondo marito di sua madre, si chiama Ricardo Klement. Lothar chiese alla figlia il cognome del ragazzo. La risposta fu: Eichmann, Nicolas Eichmann. Da quel momento in poi per Hermann sarà solo questione di collegare una vicenda all'altra. Chiese la collaborazione di sua moglie per sfogliare vecchi ritagli. Arrivò alla notizia che Adolf Eichmann poteva essersi rifugiato in Argentina, sotto falso nome. Bisognava verificare una cosa: l'identità di quell'uomo che viveva nella casa di Nicolás. Sylvia Hermann, nata nel 1942, visse in seguito negli U.S.A., non volendo parlare direttamente con la stampa e i media, acconsentì al fatto che in sua vece parlasse la nipote, Liliana Hermann. A modo suo, Liliana, i cui nonni sono morti ad Auschwitz, è diventata la custode della memoria di suo zio, facendo di tutto per tramandarne la memoria e il ruolo avuto. “Mio zio cominciò a lamentarsi dell'esistenza di Eichmann a Olivos nel 1954. Nel quartiere gli ebrei sopravvissuti convivevano con i nazisti fuggiti, ma tutti in silenzio perché nessuno voleva togliere tanto dolore. Mengele abitava a tre isolati dalla casa di mio zio ed Eichmann a dieci isolati”, racconta la donna. Dietro di lei vi è un dipinto di Lothar, l'uomo che instancabilmente contattò l’ambasciata israeliana e che nel 1957 scrisse a Fritz Bauer (procuratore tedesco che contribuì a portare avanti il processo contro gli assassini di Auschwitz). Nel 1959 ricevette una richiesta dal Centro di documentazione di Haifa di passare informazioni e che esisteva una ricompensa per le informazioni accurate su Eichmann e altri nazisti. Hermann Lothar iniziò a dettare lettere che in sostanza avevano lo stessa tema: il fatto che "Eichmann è qui, non venite a cercarlo?"
La nipote Liliana ritiene che quella che è conosciuta come Operazione Garibaldi non sia esistita e che la cattura di Eichmann sia stata un accordo segreto tra Israele, Stati Uniti e Argentina. Nel bel mezzo dell'operazione Lothar subì l'umiliazione di un rapimento. In un raid della polizia fu arrestato e torturato. Dopo 15 giorni, verificata la sua vera identità, fu rilasciato. "Era un prodotto delle sue denunce - dice Liliana - legato al potere politico e poliziesco del Paese che era simpatizzante verso i nazisti. Lothar riuscì comunque a convincere Israele a venire a prendere Eichmann. Morì come Perón: il 1 luglio 1974. Fu sepolto senza onori in una tomba anonima a Coronel Suárez. Soltanto molti anni dopo, nel 2012, Liliana individuò la tomba e riuscì a far collocare la meritata lapide. E a questa si aggiunse quella commissionata dallo Stato d'Israele per i suoi meriti. Anche perché tutto era partito dalla ragazza che informò la famiglia e dal padre, che sentito il cognome Eichmann informò il procuratore tedesco Bauer, che a sua volta passò l'informazione al Mossad, il servizio segreto israeliano, che appurò la sua presenza nella capitale argentina. Bauer si era rivolto ad Israele in quanto non si fidava della polizia e del sistema giudiziario tedeschi, temendo che avrebbero avvertito Eichmann.
In precedenza, quando aveva fatto richiesta che il governo della Germania Ovest facesse dei tentativi di ottenere l'estradizione di Eichmann in Germania, il governo tedesco si era subito opposto. Tali informazioni risultarono però troppo confuse, e il Mossad non intervenne.
Contemporaneamente Gerhard Klammer (deceduto nel 1982), un geologo tedesco che aveva lavorato con Eichmann nella remota Provincia di Tucumán agli inizi degli anni cinquanta per l'impresa edile di costruzioni con sede a Buenos Aires, Avenida Córdoba 374, C.A.P.R.I. (acronimo per Compañía Argentina para Proyectos y Realizaciones Industriales - Fuldner y Cía) ditta appartenente al nazista Horst Carlos Fuldner (1910-1992), nata nel 1950 e chiusa per crisi 5 anni dopo, aveva ripetutamente segnalato la presenza di Eichmann tra i colleghi della stessa azienda al governo tedesco, senza però ottenere risultati. Tramite l'amico pastore luterano Giselher Pohl (1926-1996) poté far pervenire l'indirizzo esatto del criminale nazista all'influente vescovo protestante Hermann Kunst (1907-1999), che a sua volta contattò Fritz Bauer. Bauer allora si recò di persona in Israele dove, senza rivelare le identità di coloro che gliele avevano fornite, passò le informazioni raccolte dalle sue fonti, convincendo il Mossad ad agire.
Nel 1960, non essendo prevista l'estradizione nell'ordinamento giuridico argentino, dopo un lungo periodo di preparazione il Mossad organizzò la cattura di Eichmann affinché venisse processato in Israele per i crimini commessi durante la guerra. L’11 maggio 1960 un gruppo operativo composto da Zvi Aharoni con Yaakov Meidad (1919-2012, quest'ultimo sarà nel 1965 impegnato nell'esecuzione del criminale Herberts Cukurs), Rafi Eitan e con Peter Malkin, lo aspettò a pochi metri dalla sua residenza: con uno stratagemma fu preso in trappola, caricato su un'auto, drogato e portato in un luogo segreto, in attesa del successivo trasferimento.

### Trasferimento in aereo
Il Mossad ottenne la collaborazione della compagnia di bandiera El Al per trasportare Eichmann in Israele. Fu messo a disposizione il Bristol Britannia immatricolato nel 1959 come "4X-AGD". L'occasione era di quelle giuste perché si celebravano i 150 anni della fondazione della nazione Argentina avvenuta il 25 maggio 1810 quando a Buenos Aires fu deposto l'ultimo viceré spagnolo. Fu contattata una delle prime hostess della El Al Luba Volk (1932-2015) (che nulla sapeva dell'operazione, anche se in seguito disse che sospettava qualcosa di importante su quel volo) che viveva a Buenos Aires, vedova da poco tempo di un ingegnere, per organizzare un ufficio di rappresentanza della compagnia aerea e per ottenere i permessi argentini per il volo. L'aereo arrivò nella capitale argentina il 19 maggio 1960 con la presenza del primo ministro Abba Eban e del seguito diplomatico (che nulla seppe al momento dell'operazione). Il capo pilota era il comandante Zvi Tohar (1915-1970) l'unico dell'equipaggio El Al del Britannia a sapere la vera identità di Eichmann. Per l'importanza di questo volo il suo vice era un altro capitano, Shmuel (Samuel) Wedeles (1924-2002).
L'organizzazione fu leggendaria e perfetta in ogni dettaglio: gli ex sopravvissuti dell'olocausto inviati a Buenos Aires e facenti parte della El-Al, Yehuda Shimoni (responsabile operativo) e Joe Klein (direttore della stazione dell'aeroporto di New York-Idlewild, che poi dal 1963 sarà nominato aeroporto JFK), avevano ricevuto l'incarico di aiutare il capo Isser Harel e i suoi collaboratori. Per questo studiarono le strutture dell'aeroporto locale di Ezeiza allo scopo di trovare il sistema più breve e che non desse all'occhio per portare Eichmann e i suoi rapitori dentro il Britannia della El Al pronto al decollo coi motori accesi.
Venerdì 20 maggio 1960 verso tarda sera gli agenti del Mossad tutti in uniforme El-Al si presentarono ai cancelli di sicurezza dell'aeroporto portando un'altra persona, anch'essa in uniforme della compagnia aerea e con regolari documenti falsificati a nome Zeev Zichroni che doveva sembrare, se richiesto, per le autorità argentine un "collega" malato che aveva bevuto. Questo personaggio era in realtà Eichmann, che fu sedato per il viaggio da un medico anestesista, Yonah Etian (1923-2011). Eichmann con le bende agli occhi fu portato dentro l'aereo e fatto sedere su un sedile come un passeggero qualunque. Le quattro turbo-eliche del Britannia iniziarono a rombare, ma la torre di controllo del traffico aereo chiese al capitano Zvi Tohar di ritardare il rullaggio a causa di problemi insorti. La preoccupazione del comandante era che fosse stata scoperta l'identità del passeggero; per questo motivo fu mandato alla torre il navigatore Shaul mentre l'aereo era pronto a decollare per qualsiasi evenienza. Fortunatamente la richiesta della torre riguardava soltanto la conoscenza del piano di volo. La torre diede l'autorizzazione e il navigatore Shaul tornò di corsa dentro l'aereo. Il decollo avvenne alle ore 23.05. Per motivi di sicurezza Tohar decise di cancellare dalla rotta il previsto atterraggio e la breve sosta che serviva esclusivamente per il rifornimento nella brasiliana Recife. La scelta fu assai rischiosa per la capacità dei velivoli dell'epoca in quanto il Bristol Britannia volò diretto senza scali fino in Africa, a Dakar, percorrendo 7.450 km. in 13 ore e 10 minuti. L'atterraggio, avvenuto alle 15:15 di sabato 21 maggio, fu quanto mai necessario perché prima di toccare terra uno dei motori perse potenza e si spense per mancanza di carburante. Dopo l'arrivo a Dakar, dove decollò alle ore 16:35, l'aereo percorse in 11 ore e 35 minuti 7.200 km. sorvolando le Canarie, la Spagna, la Corsica, Roma e la Grecia arrivando in Israele alle 7.10 del mattino di domenica 22 maggio 1960. In totale furono percorsi ben 14.650 km.

### Processo e condanna
(Hannah Arendt, Lettera a Heinrich Blücher sul processo Eichmann, 20 aprile 1961)

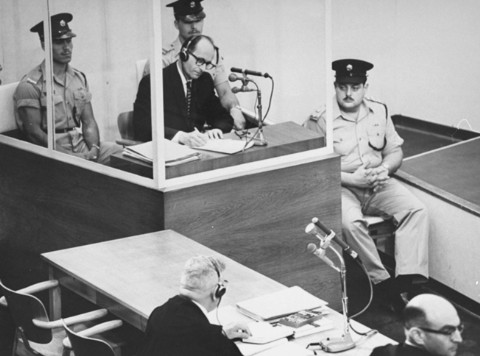
Adolf Eichmann durante il processo

Il processo Eichmann del 1961, a quindici anni da quello di Norimberga, fu il primo processo a un criminale nazista tenutosi in Israele. L'arrivo di Eichmann in Israele fu accolto da una fortissima ondata di esultanza mista a odio verso quello che si era impresso nell'immaginario dei sopravvissuti ai lager come uno dei maggiori responsabili della sorte degli ebrei. Tuttavia Eichmann offrì di se stesso un'immagine poco appariscente, quasi sommessa, ben diversa da quella di inflessibile esecutore degli ordini del Führer; negò di odiare gli ebrei e riconobbe soltanto la responsabilità di avere eseguito ordini come qualunque soldato avrebbe dovuto fare durante una guerra. Hannah Arendt lo descrisse, con una frase poi passata alla storia, come l'incarnazione dell'assoluta banalità del male.
La linea difensiva fu impostata nel dipingere l'imputato Eichmann quale impotente burocrate, mero esecutore di ordini inappellabili, negando quindi ogni diretta responsabilità; egli d'altro canto non mostrò nessun segno di sincero rimorso e di critica verso l'ideologia razzista del terzo Reich e le sue concrete e criminali applicazioni. Inoltre, per quanto riguarda l'affermazione, riportata più sopra ad esergo, sui "cinque milioni di esseri umani", e che inizialmente aveva sostenuto di intendere genericamente "i nemici del Reich", al termine del processo ammise di aver inteso gli ebrei.
In tutti i casi al processo di Gerusalemme, Eichmann non sostenne mai che lo sterminio degli ebrei non avvenne anche se fu evasivo nel descrivere il suo ruolo nell'unità di sterminio, affermando di essere responsabile solo del trasporto. Dichiarò: "Non ho mai affermato di non sapere della liquidazione, [...] ho solo detto che l'RSHA IV B4 [l'ufficio di Eichmann] non aveva niente a che fare con questo".

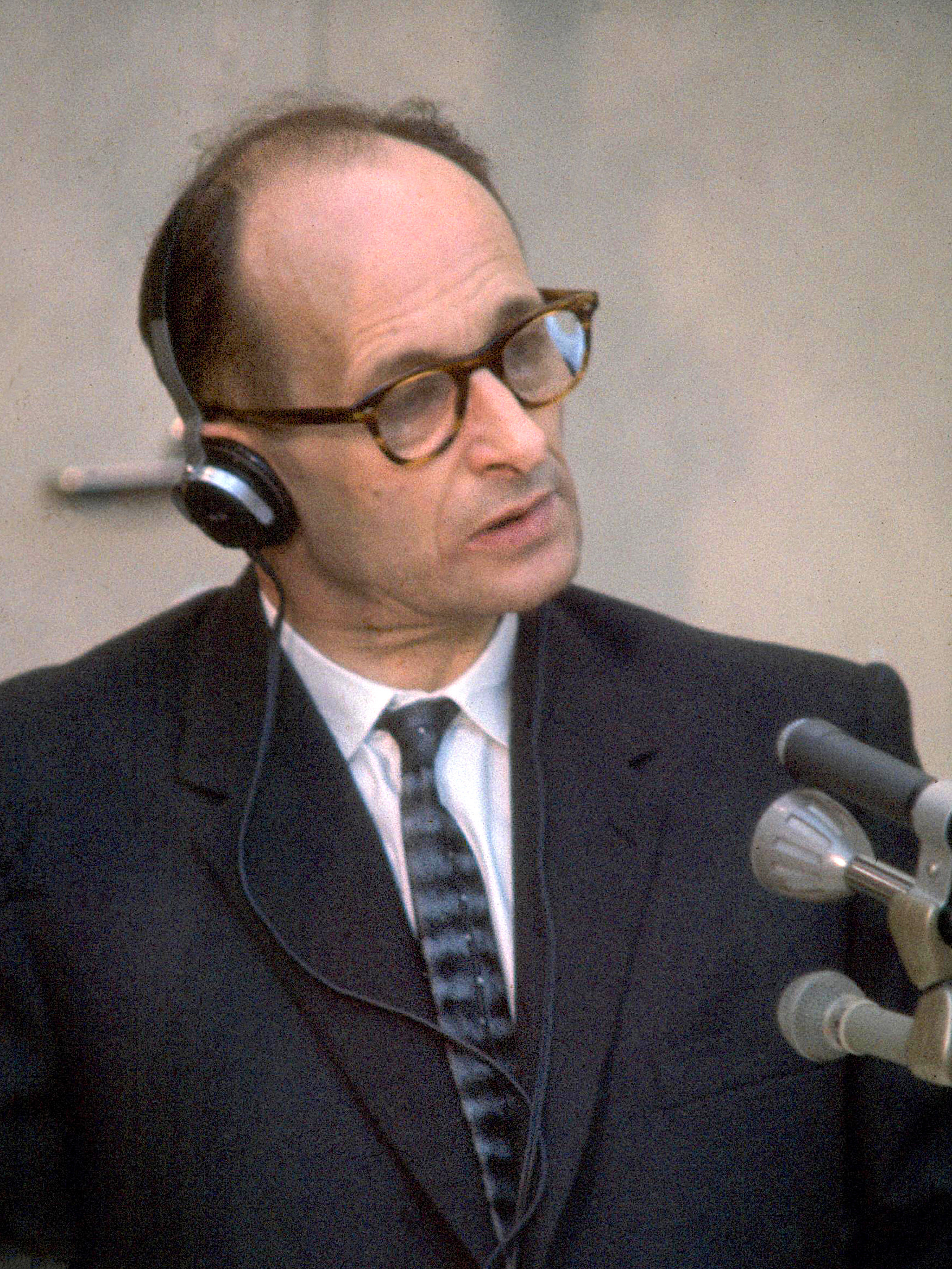
Eichmann durante il processo (5 aprile 1961)

Come fa notare Holocaust Education & Archive Research Team: «era impossibile per Eichmann negare il suo ruolo nell'uccisione degli ebrei d'Europa. Il suo avvocato difensore, Robert Servatius (1894-1983) adottò quindi la strategia di difesa che era stata usata a Norimberga: Non potendo sconfessare il delitto, ne sconfessò la responsabilità [per cui il solo responsabile era Hitler]». Inoltre, Eichmann che era stato "il segretario" incaricato di stendere i verbali alla conferenza di Wannsee, conferenza che per gli storici è stata considerata una conferenza sulla organizzazione e pianificazione dello sterminio e per alcuni altri nazisti alla sbarra una riunione come le altre per l'evacuazione degli ebrei e la collocazione in altri territori, alla domanda postagli dal presidente della corte Moshe Landau riguardo a cosa si fosse realmente discusso nel corso della conferenza, egli rispose: «Si parlò di uccisioni, di eliminazione e di sterminio».
Il giudice militare pronunciò la definitiva sentenza di morte non solo per aver spietatamente perseguito lo sterminio degli ebrei, ma anche per i massacri di sloveni, polacchi e rom.
Prima dell'esecuzione furono presentate diverse richieste di grazia (in prima persona da Eichmann, dalla moglie e da alcuni parenti di Linz) tutte respinte dall'allora presidente d'Israele, Yitzhak Ben-Zvi.

### Esecuzione

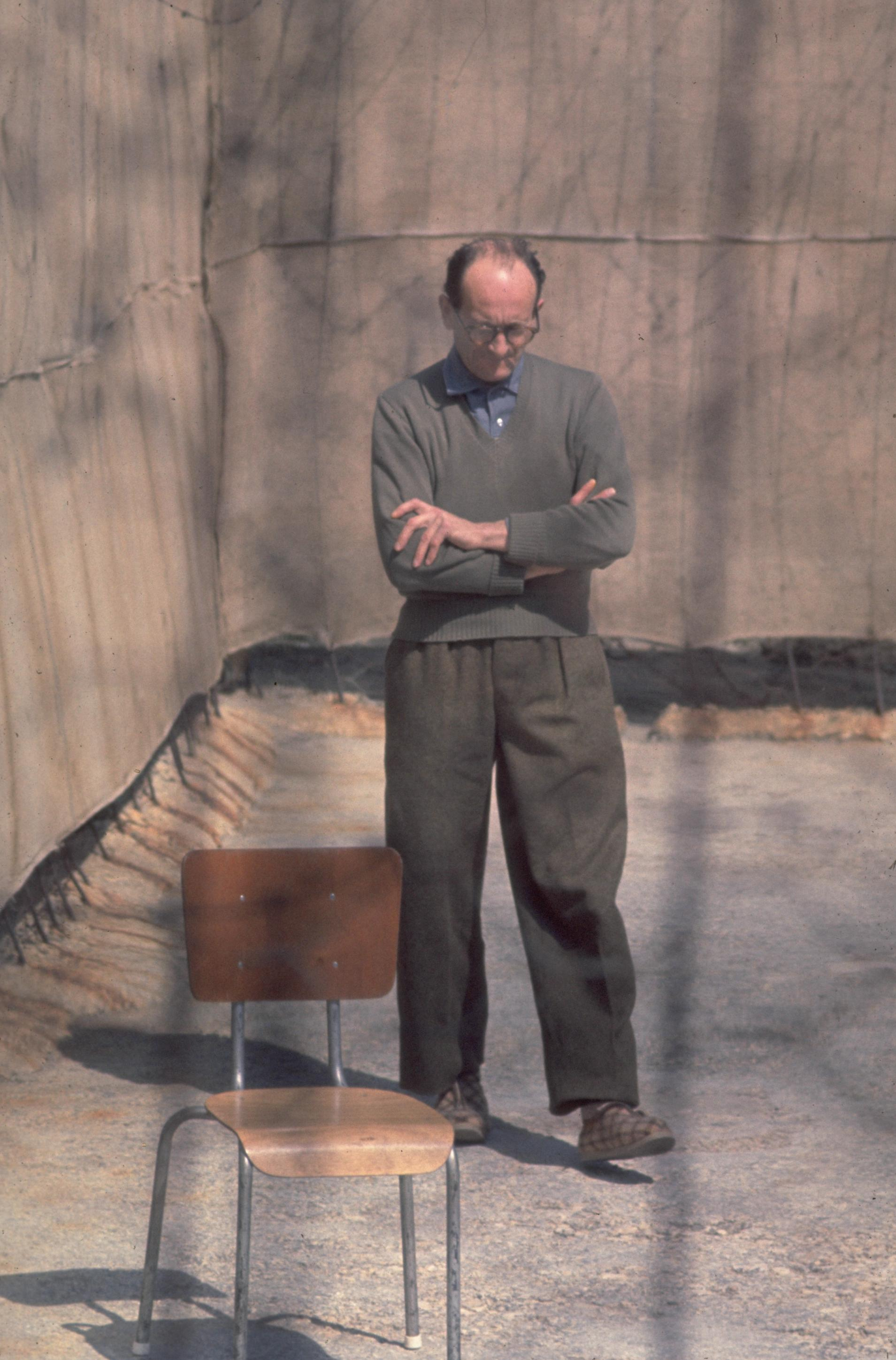
Eichmann in prigione

Eichmann fu impiccato in una prigione a Ramla. L'impiccagione avvenne pochi minuti prima della mezzanotte del 31 maggio 1962. Questa è rimasta l'unica esecuzione capitale di un civile eseguita in Israele, che ha una politica generale di non impiego della pena di morte. Pare che Eichmann rifiutò l'ultimo pasto, preferendo invece una bottiglia di Carmel, vino rosso secco israeliano. Ne consumò mezza bottiglia. Come da prassi, furono due le persone che tirarono contemporaneamente le leve della corda, affinché nessuno sapesse con certezza per quale mano il condannato fosse morto.

Esiste una disputa sulle ultime parole pronunciate da Eichmann. Secondo una versione furono 
 Secondo un'altra versione avrebbe detto ai carcerieri: 
 Secondo una terza variante Eichmann si sarebbe invece rivolto, poco prima, a una guardia, l'ufficiale del Mossad e in seguito uomo politico Rafi Eitan, dicendo: 
Come da verdetto il cadavere fu cremato e le sue ceneri vennero caricate su una motovedetta della marina israeliana e disperse nel mar Mediterraneo al di fuori delle acque territoriali israeliane. Il secchio in cui erano contenute venne risciacquato accuratamente con acqua marina affinché niente di Eichmann ritornasse a terra. Dopo quasi cinquant'anni, il racconto degli ultimi mesi e dell'esecuzione è stato fatto da uno dei suoi due boia, Shalom Nagar, una guardia israeliana d'origine yemenita in seguito titolare di una macelleria kosher che ha accettato di raccontarsi nel film-documentario The Hangman.

## Nella cultura di massa
Eichmann è stato spesso considerato, anche per sua esplicita dichiarazione, un "grigio burocrate che eseguiva solamente gli ordini dei gerarchi importanti" (quali Himmler o Kaltenbrunner o Heydrich, o lo stesso Hitler), e così è descritto anche da Hannah Arendt. Secondo vari altri autori, quali la scrittrice Bettina Stangneth e lo scrittore e regista ex maquisard francese Claude Lanzmann nel libro intervista "L'ultimo degli ingiusti", Eichmann invece non era affatto un mero e fanatico esecutore, e nemmeno un semplice meticoloso burocrate ma un uomo spietato. In particolare la Stangneth racconta che lui e una sua guardia avrebbero persino sequestrato un ragazzino ebreo, colpevole di aver rubato delle ciliegie del suo giardino della casa di Budapest, e in seguito la guardia l'avrebbe picchiato a morte, con Eichmann presente. Il testimone Avraham Gordon (confermato da Leopold Asher e altri) riferì al processo che: 
Nella pubblicazione Eichmann Interrogated, con cui nel 1983 furono rese note parti selezionate prese dall'interrogatorio istruttorio svolto in Israele per 275 ore prima del suo processo, emergono alcune delle contestazioni con cui la posizione riduttiva dell'imputato fu confutata. All'ufficiale che conduceva l'interrogatorio, Avner W. Less, Eichmann replicava di non aver mai deciso alcun destino individuale; l'accusatore allora gli contestò la lettera del 2 dicembre 1942 in cui respinse la richiesta di rimpatrio da Auschwitz del pluridecorato ebreo francese Roger Masse, avanzata per il tramite del ministero degli esteri dal regime di Vichy, ed Eichmann non poté far altro che qualificarla "una normale comunicazione di routine, redatta da un impiegato".

## Filmografia
- Operazione Eichmann (Operation Eichmann), regia di R.G. Springsteen, interpretato da Werner Klemperer (1961)
- La conferenza del Wannsee (Die Wannsee Konferenz), regia di Heinz Schrik, interpretato da Gerd Böckmann (1984)
- L'uomo che catturò Eichmann (The Man Who Captured Eichmann), film TV interpretato da Robert Duvall (1996)
- Uno specialista - Ritratto di un criminale moderno (Un spécialiste, portrait d'un criminel moderne), regia di Eyal Sivan (1999)
- Conspiracy - Soluzione finale (Conspiracy), interpretato da Stanley Tucci (2001)
- Eichmann, interpretato da Thomas Kretschmann (2007)
- Hannah Arendt, regia di Margarethe von Trotta (2012)
- The Eichmann Show - Il processo del secolo (The Eichmann Show), regia di Paul Andrew Williams (2015)
- Lo Stato contro Fritz Bauer (Der Staat gegen Fritz Bauer), interpretato da Michael Schenk (2015)
- Operation Finale, interpretato da Ben Kingsley (2018)